# Cithaeron delimbatus
Cithaeron delimbatus är en spindelart som beskrevs av Embrik Strand 1906. Cithaeron delimbatus ingår i släktet Cithaeron och familjen Cithaeronidae. Inga underarter finns listade i Catalogue of Life.